# قلع العين
قلع العين أو استئصال العين هو إزالة العين مع ترك عضلات العين والمحتويات المدارية المتبقية سليمة. و إن هذا النوع من جراحة العين يشار لعددٍ من أورام العين، في العيون التي عانت من صدمةٍ شديدة وكذلك العيون التي تكون عمياء ومؤلمة. الاستئصال الذاتي أو الاستئصال التلقائي ( إضرار العين الذاتي ) وأشكال أخرى من الإصابات الخطيرة التي تصيب العين هي شكل نادر للغاية من الأذى الذاتي الشديد الذي يُنتج عادة جراء أمراض عقلية تنطوي على اضطراب حاد.
و سميت بهذا هذا الاسم نسبة إلى (ايدِبس) وهو يعود إلى زمن الأساطير اليونانية، والذي اقتلع عينيه الاثنتين.

## التصنيف
هنالك ثلاثة أنواع لإزالة العين:
- استئصال الأحشاء - إزالة القزحية، والقرنية، ومحتويات العين الداخلية، مع بقاء الغشاء الليفي الصلب والعضلات المرتبطة خارج المقلة خلفها
- إستئصال العين - إزالة مقلة العين، مع بقاء الأجفان والتراكيب المجاورة لمحجر العين. و يتطلب استئصال الورم داخل العين إجراء عملية استئصال العين، وليس الأحشاء المرتبطة داخلها
- اجتثاث الأحشاء - إزالة محتويات محجر العين، بما في ذلك مقلة العين والدهون والعضلات وغيرها من التركيبات المجاورة للعين. يمكن أيضاً إزالة الجفون في حالات الإصابة بالسرطان الجلدي والعدوى الصارمة. و في بعض الأحيان تتم عملية اجتثاث الأحشاء مع عملية استئصال الفك العلوي ( انتزاع الفك العلوي ).

## الاستطبابات
- سرطان العين، مثل سرطان الشبكية وورم الميلانوما البنفسجي
- إصابة خطيرة للعين عندما يتعذر إنقاذ العين أو فشل محاولات إنقاذ العين، في حالات مثل تمزق مقلة العين
- مرض زرق العين الخبيث
- انكماش العين
- ألم، عمى العين
- في حالات الرمد الودي (التهاب العين) لمنع الانتقال إلى العين الأخرى، والتي يمكن أن تسبب العمى إن لم يتم علاجها
- العين الكيسية الخلقية
- في الشخص المتوفى، يمكن استخدام القرنية لشخص حي يحتاج إلى عملية زرع القرنية من خلال عملية جراحية تسمى رأْبُ القرنية
- العدوى المستمرة في العين العمياء أو الغير مجدية

## عملية الزراعة المختصة بمحجر العينوالأطراف الاصطناعية البصرية
إن عملية إزالة العين عن طريق استئصال العين أو استئصال الأحشاء يمكن أن تخفف الألم ويقلل من حجم المخاطر على حياة وصحة الفرد المصاب بالحالات المذكورة أعلاه. بالإضافة إلى ذلك، إن إجراءات عملية إزالة العين يجب أن تعالج المظهر الناتج في محجر العين. و إن زراعة أعضاء محجر العين والأطراف الاصطناعية البصرية تستخدم من قبل الجراح لاستعادة مظهر مقاربٍ أكثر للشكل الطبيعي.
يتم زراعة الأعضاء المحجرية بعد إزالة العين لاستعادة حجم محجر العين وتعزيز التحرك أو القدرة على الحركة للأطراف الاصطناعية البصرية والجفون. مقلة العين عبارة عن كرة ممدودة قليلاً ويبلغ قطرها حوالي 24 ملم. و لتفادي مظهرٍ مغمور في محجر العين، يمكن زراعة عضوٍ مقارب الحجم في مساحة العين التي تمت إزالتها وتأمينها و تغطيتها بمحفظة تينون والطبقة المُلتحمة (الغشاء المخاطي الذي يغطي الطبقة الصلبة الطبيعية). يمكن صناعة الأعضاء المحجرية من المواد الأكثر شيوعاً من البلاستيك أو مزيج الهيدروكسيلاباتايت أو السبائك المعدنية وكذلك الزجاج.
و في وقت لاحق، بمجرد أن تلتئم الملتحمة وتهدأ التورمات اللاحقة للعمليات الجراحية، يمكن وضع طرف اصطناعي بصري لتوفير مظهر مشابه للعين الطبيعية. و يتم تصنيع الأطراف الاصطناعية من قبل أخصائي العيون الاصطناعية. شكله مشابه لشكل قرص مقعر بحيث يمكن وضعه بشكلٍ مريح في جوف العين خلف الجفون المتواجدة فوق الطبقة المُلتحمة والتي تغطي أعضاء محجر العين. يتم رسم الجزء الخارجي من الطرف الاصطناعي للعين والانتهاء منه على أن يشابه لون العين الطبيعي والشكل واللمعان. يمكن إزالته وتنظيفه بشكل دوري من قبل الفرد أو مقدم الرعاية.
إن النظام المكون من جُزأيْ زراعة أعضاء محجر العين والأطراف الصناعية البصرية يوفر استعادة مستقرة وجميلة و قدرة تحمل جيدة لمحجر العين. وعلى الرغم من عدم استعادة الرؤية بعد إزالة العين وزرع الغرز المحجرية والأطراف الاصطناعية البصرية، إلا أن النتيجة اقرب للمظهر الطبيعي.